# 정득손

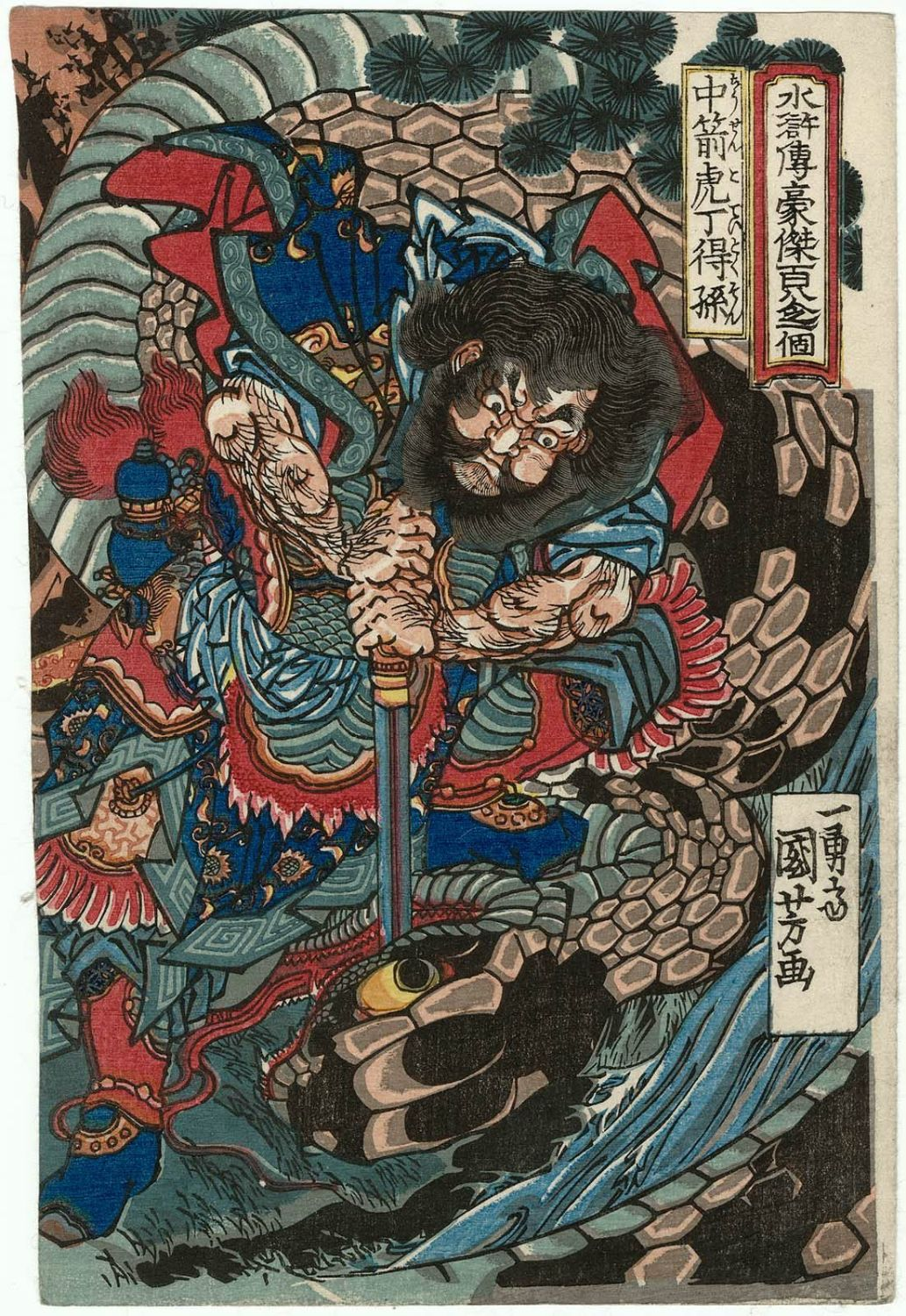

정득손(丁得孫)은 중국의 사대기서(四大奇書) 중 하나인 《수호전》(水滸傳)에 등장하는 인물로, 108성 중 79위이자 지살성(地煞星)의 지속성(地速星)에 해당한다. 별호는 중전호(中箭虎)로 얼굴에서 목에 걸쳐 곰보 투성이이며 마치 화살상을 입은 호랑이라는 뜻을 담아 지어졌다. 무기는 비차를 쓰고,  동창부에서 공왕과 함께 몰우전 장청의 부장으로 있었다.

## 생애
동창부에 노준의가 이끄는 양산박군이 쳐들어왔을 때 공왕과 함께 장청의 부장으로 출진하였다. 장청의 활약으로 노준의군을 크게 고전시켰다. 이후 동평부를 함락시킨 송강이 이끄는 양산박군도 가세하여 이에 맞서 싸운다. 동평과 장청이 호각으로 싸우고 색초가 동평의 엄호에 다가오자 공왕과 함께 막으러 갔다. 그러나 이번에는 적진에서 여방과 곽성이 나와 정득손을 가로막고 정득손은 필사적으로 응전하지만 연청에게 말을 화살에 맞아 넘어져 그대로 생포된다. 공왕도 생포되고, 더욱이 장청도 생포되어 투항하여 양산박에 들어가 버렸으므로 정득손도 공왕과 함께 장청을 따라 양산박에 들어간다.
양산박에 입산한 후에는 공왕과 함께 보군 장교로 임명된다. 이후에도 공왕과 함께 전장에 나가 조정에 귀순한 후의 요나라전이나 전호토벌과 왕경토벌에도 참전한다. 방랍토벌전의 흡주 공격때에 적의 야습을 예상한 주무에 의해 풀숲에서 복병으로 몸을 숨기고 매복하여 적을 물리치는데, 이때 정득손은 독사에게 다리를 물려 그대로 사망하는 어이없는 최후를 맞는다.